# Max Regnery
Max Regnery est un personnage de fiction du feuilleton télévisé Grand Galop. Il est interprété par l'acteur Brett Tucker dans les deux premières saisons, avant d’apparaître sous les traits de Richard Davies en saison 3.

## Le personnage
Max est le directeur du centre équestre du Pin creux. Les élèves du club l'adorent car il est toujours attentionné et gentil et il est toujours près à organiser des sorties en randonnées ou des activités qui sortent un peu de l'ordinaire, comme des séances d'équitation western ou des jeux de pistes avec énigmes pour ouvrir l'esprit de ses élèves. Néanmoins, cela ne l'empêche pas d'être sévère à certaines occasions, notamment lorsque les filles ne respectent pas les règles ou quand Veronica ne prend pas soin de son cheval et n'en fait qu'à sa tête.